# Muchláž
Muchláž je z technického hlediska formou koláže, protože se jedná o obraz nalepený v novém prostorovém uspořádání. Jejím autorem je Jiří Kolář.
Jako základ slouží jediný list reprodukce fotografie nebo obrazu, který je po navlhčení a zmačkání nalepen na podložku se zachováním některých deformací, které vznikly přeložením papíru a posunem jeho částí v kterémkoli směru. Ve výsledném reliéfním obrazu některé části chybí a jiné se dostávají do nových vzájemných souvislostí.
Muchláže odkazují na literární díla (Jiří Kolář, Střízlivé koráby, 1962) a vnášejí pohyb do statických obrazů (Jiří Kolář, Katedrála, 1966).
Jedním z Kolářových cyklů muchláží je velký pašijový cyklus dřevořezů Albrechta Dürera, jiný využívá ilustrací Prahy k reflexi pocitů inspirovaných dílem Franze Kafky (Jiří Kolář, Kafkova Praha) , 
Kolář uvádí, že vznik muchláží časově souvisí s gestuální malbou a explosionalismem Vladimíra Boudníka. Komentář autora dává tuto metodu do souvislosti s existenciální skepsí:
Dobře provlhčený papír dokáže zmuchlat každý. Když to nedokáže, stačí pohodit stránku časopisu za deště na chodník. Déšť a šlápoty chodců nebo pneumatiky aut to udělají za něho. Můžete mi věřit, sám jsem to mnohokrát zkusil a každý kromě zmíněného Boudníka na mne ohrnoval nos.
Životní analogie s událostmi a výbuchy osudu, které člověka zmuchlají tak náhle a hluboce, že následky takových smrští v sobě nikdy nenarovná nebo nerozžehlí, mne samotného přesvědčily, že mé počínání je přece jen k nějakému poznání užitečné.

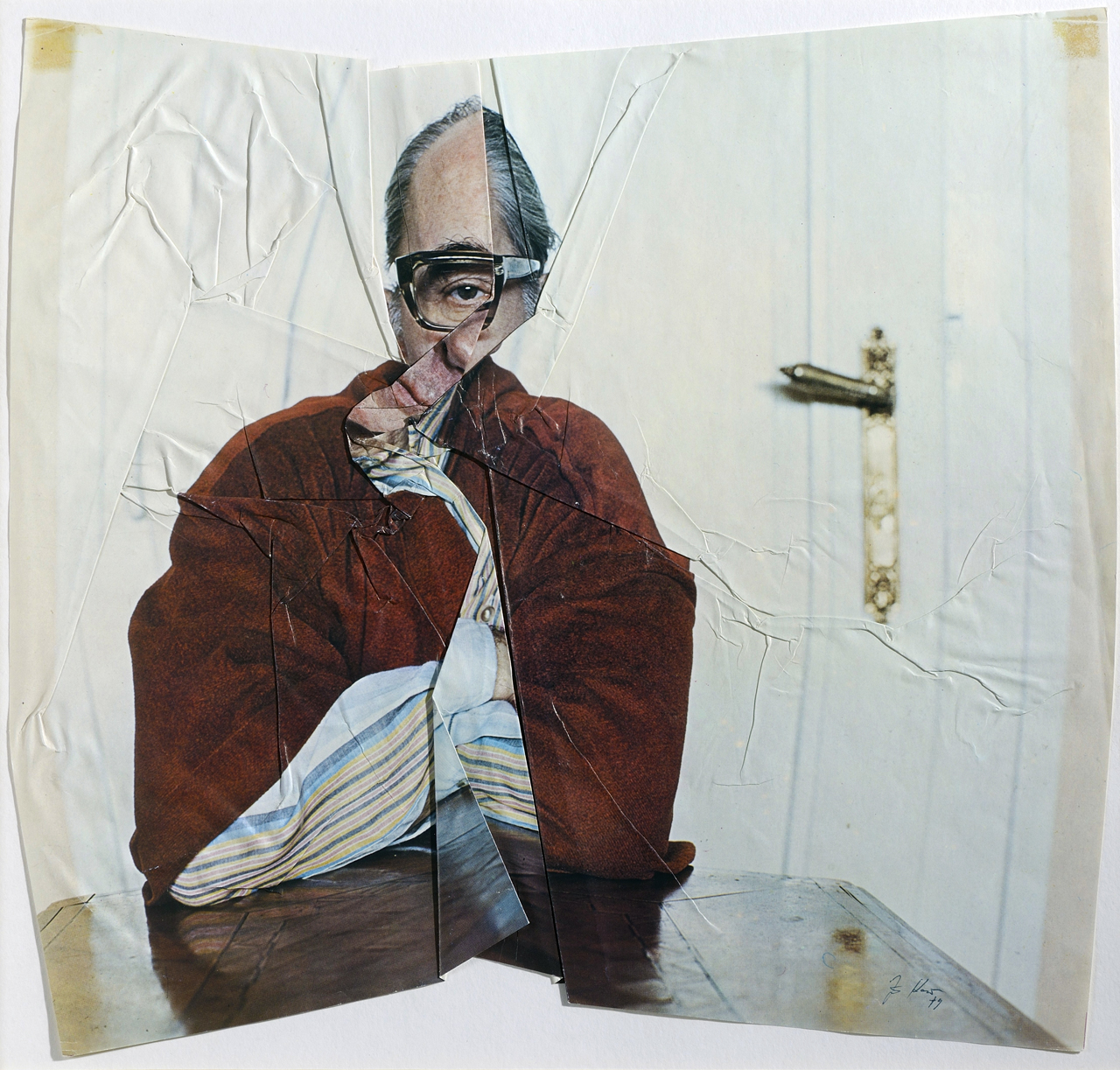
Jiří Kolář, Autoportrét (1971), muchláž
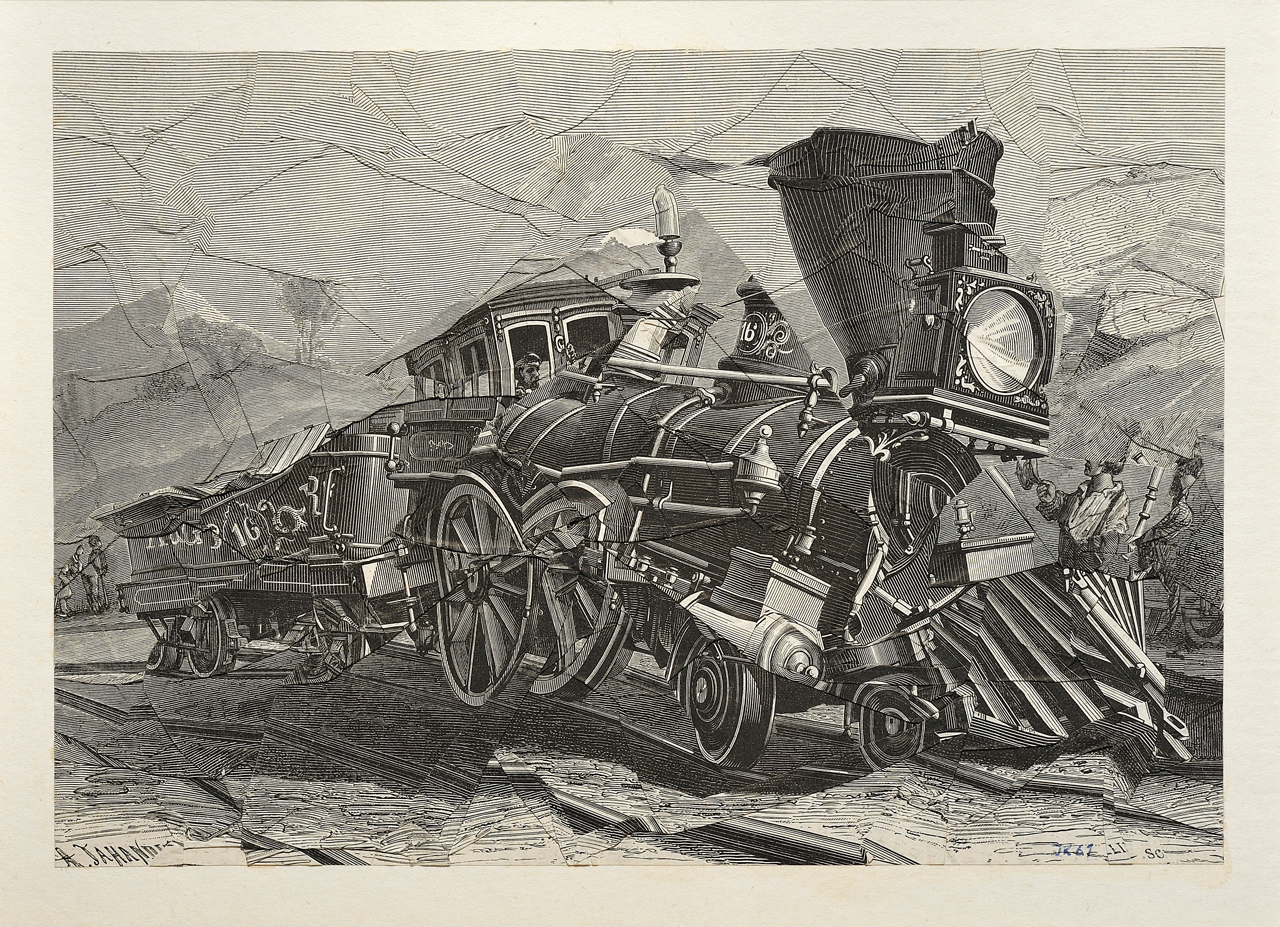
Jiří Kolář, Jednou i ty posluž múze (1962), muchláž
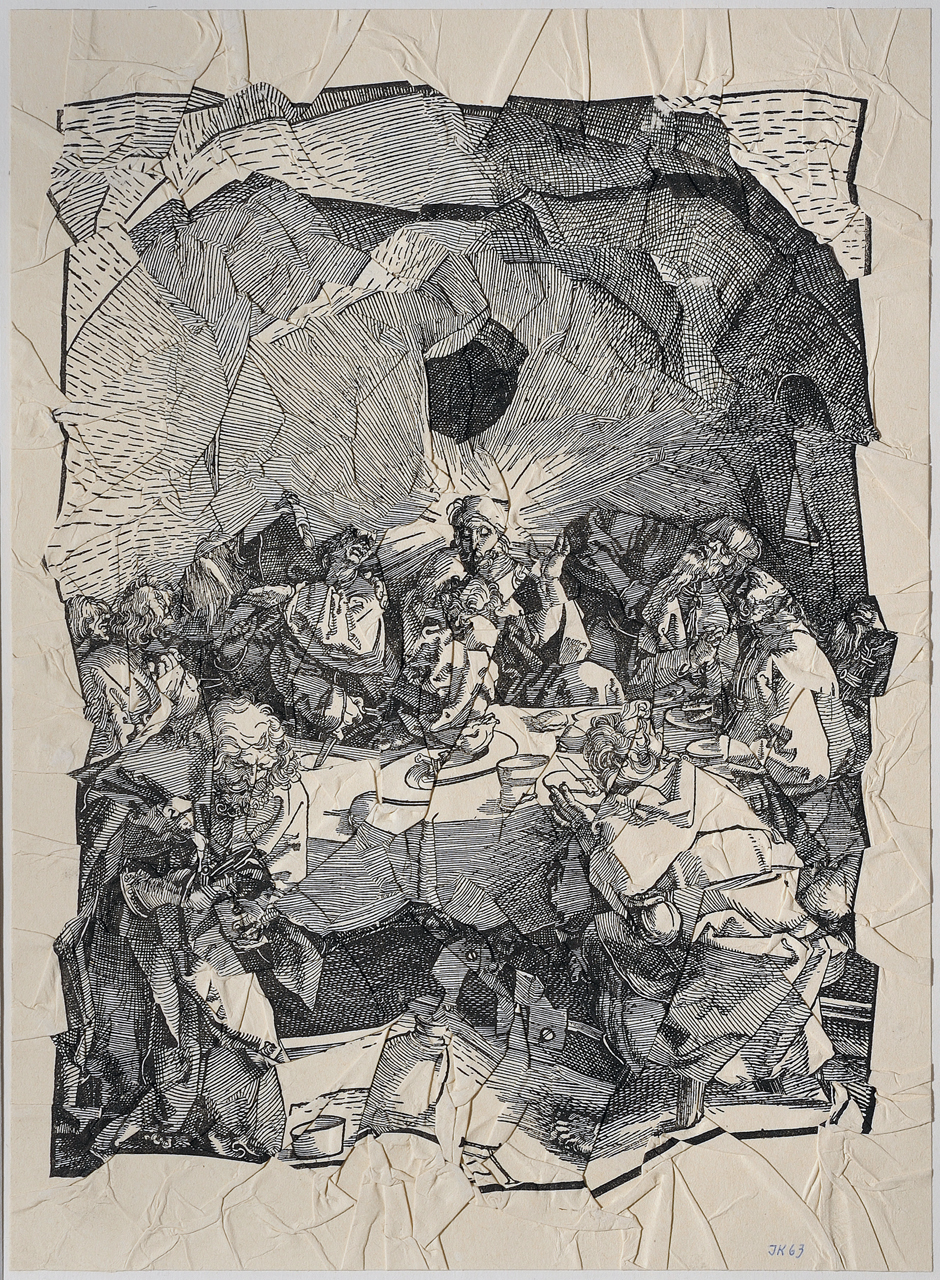
Jiří Kolář, Dürer - Poslední večeře (1963), muchláž

Technika muchláže uváděná v příručkách pro učitele výtvarné výchovy

nebo ve slovníku cizích slov

je obdobou výtvarné techniky Ladislava Nováka, zvané froasáž, a nemá s koláží nic společného.